# 8 Mile
8 Mile (titulada: 8 millas en España y 8 Mile: Calle de las ilusiones en Hispanoamérica) es una película dramática dirigida por Curtis Hanson y protagonizada, entre otros, por Eminem, Kim Basinger y Brittany Murphy. El argumento está basado en los primeros pasos en el mundo del rap del propio Eminem y como este quiere ganarse el respeto entre los raperos negros. La película fue todo un éxito y, además de ser bien recibida por la crítica, ganó un Óscar a la mejor canción original por Lose Yourself, siendo la primera película que gana una estatuilla por una canción de hip-hop.

## Resumen

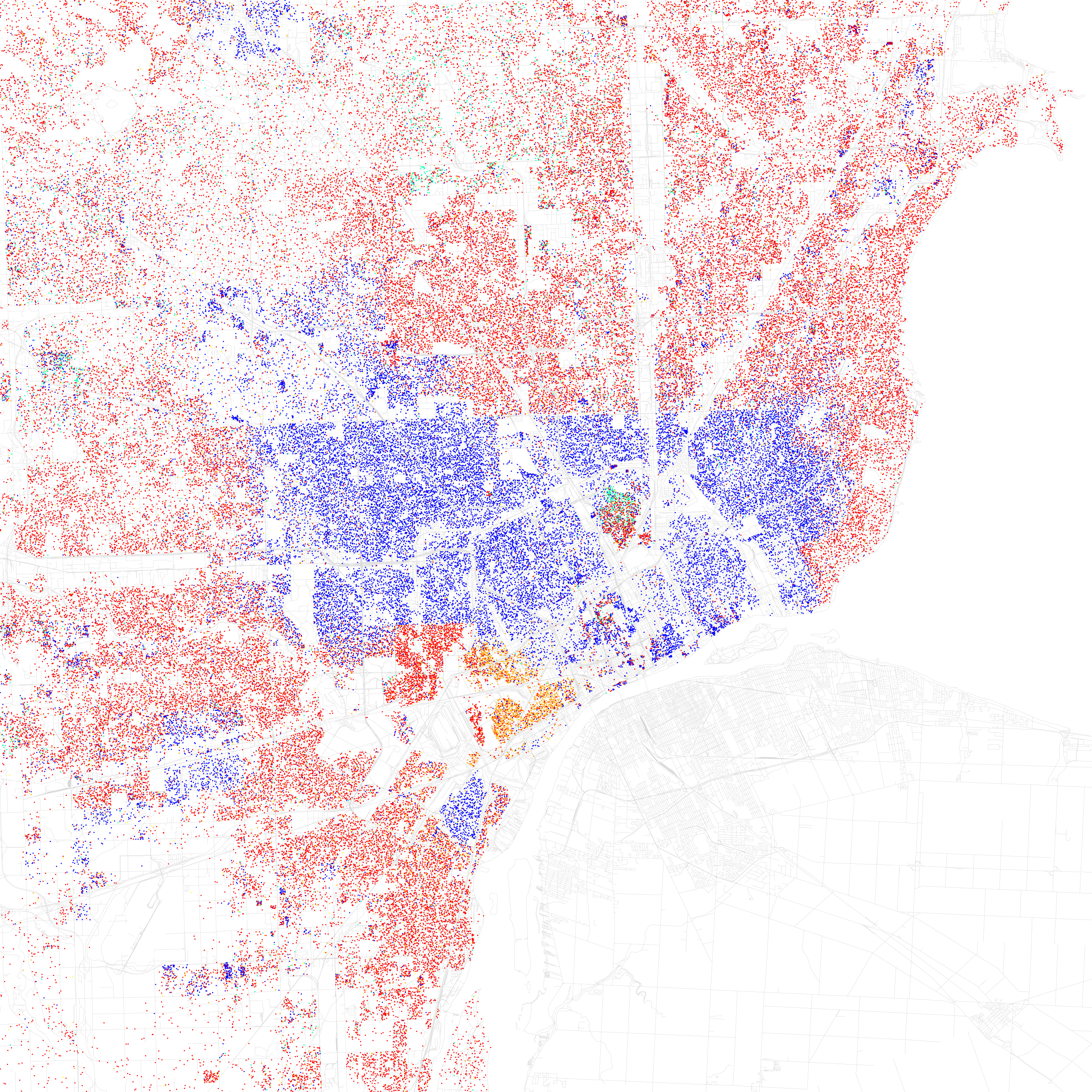
La línea horizontal entre el centro de Detroit (azul, con mayoría de población negra) y el extrarradio (rojo, de mayoría blanca y acomodada) es la carretera 8 Mile.

La película se desarrolla en la ciudad de Detroit, en el entorno de la carretera 8 Mile, que es la divisoria entre el centro de la ciudad, de mayoría de gente negra y de bajos recursos, mientras que las clases acomodadas viven al norte de la carretera. Aquí vive James (Jimmy) "B-Rabbit" Smith, Jr. (Eminem), un joven deprimido que trabaja en una fábrica de metal pero que está luchando por enderezar los diferentes aspectos de su vida y cuyo motor es su pasión por el rap. Una noche acude a un famoso lugar donde se desarrollan batallas para escoger al que invente las mejores rimas. Jimmy tiene una batalla de rap con Lil Tic, pero es dominado por el pánico escénico y no canta, por lo que queda marcado entre sus amigos y conocidos. 
Después de la escena inicial en el evento musical, el film comienza a profundizarse en la vida de Jimmy: se ha mudado a una casa rodante con su alcohólica madre Stephanie (Kim Basinger), su hermana Lily (Chloe Greenfield), y el novio abusivo de aquella, Greg (Michael Shannon) (un joven de edad similar a la de Jimmy). "B-Rabbit" se ha centrado en tener una carrera musical, pero es incapaz de tomar un descanso. Justo antes de los acontecimientos de la película, había terminado una relación con su novia Janeane (Taryn Manning), y durante la trama, comienza una nueva relación con Alex (Brittany Murphy), una chica que forma parte de otro grupo de raperos, uno de los cuales le ofrece apoyo para poder crear una "demo", con el que pretendería hacer despegar su carrera musical.
Conforme la historia avanza, James se da cuenta de que su vida, en gran medida, ha permanecido igual desde la escuela secundaria. En primer lugar, se considera a sí mismo una víctima de las circunstancias y culpa a otros por sus problemas. Con el tiempo, sin embargo, empieza a asumir la responsabilidad de sus acciones o falta de entusiasmo por la vida y empieza a tomar decisiones que le dan dirección a la misma. De esta manera, se da cuenta de que tiene un gran grado de control sobre su presente y su futuro. Comienza a preguntarse si su grupo de amigos, entre ellos Future (un conocido y respetado anfitrión en las batallas de "líricas"), son los mismos, sin luchar por realizar cosas más grandes. "Todo lo que siempre hacemos es hablar mierda", les dice cuando hablan sobre la mejor manera de tener éxito en el negocio de la música. Con su escenario estrangulador todavía fresco en su mente, parece que va a decidir renunciar o postergar su sueño de una carrera musical en favor de dedicar más tiempo a su trabajo y a la construcción de una vida en el hogar. Jimmy comienza a tener un interés romántico por Alex, pero ella lo traiciona con quien le prometió ayudar a grabar su demo. Se desilusiona de ella y se refugia en su trabajo y en su música. Luego de frecuentes peleas con su madre, finalmente comienzan a componer su relación. Jimmy decide entonces grabar una demo por sí mismo, sin depender de nadie, y su madre y Alex le apoyan en esa decisión.
Al principio de la película Jimmy solicita horas extras en la fábrica, pero su supervisor no le pone atención, pues era un empleado recién llegado que además llegaba tarde. Sin embargo, al avanzar la trama muestra una actitud más responsable, y así finalmente, obtiene sus horas extras justo la noche en la que participaría por segunda ocasión en el evento por el campeonato del mejor rapero de "The Shelter". Esta situación lo pone en una encrucijada: asistir al evento al cual su amigo Future lo inscribió; o, quedarse cumpliendo el tiempo extra en el trabajo, el cual se lo ganó con esfuerzo y responsabilidad. Él no quiere fallarle al supervisor, pero tampoco quiere confirmar la reputación de cobarde que dejó la última vez. Tras una visita de Alex a la planta, y la ayuda de su compañero de trabajo Paul, encuentra la forma de asistir al evento: Paul le cubre un par de horas para que él pudiera ir al club.
El punto culminante de la película tiene lugar en la batalla. El torneo consta de tres rondas, y en cada una de ellas se enfrenta a un miembro de los "Líderes del Free World", un grupo que tiene enemistad con 313, el grupo de Rabbit y sus amigos. Rabbit gana las dos primeras rondas con una improvisación cada vez mejor. En la última ronda, debe rapear contra Papa Doc (el más temido "freestyler" y el principal antagonista de toda la historia).  Jimmy es consciente de que conoce todos sus propios puntos débiles, por lo que decide utilizarlos preventivamente para hacer frente a su adversario y dejarlo sin armas. Rabbit, al rapear, reconoce sin vergüenza sus raíces blancas y de las diversas humillaciones que la gente de Free World ha infligido sobre él, afirmando que a pesar de todo, él está todavía en pie en esta batalla -un paso esencialmente valiente frente a cualquier oponente-. A continuación, utiliza la difícil vida que ha tenido como un trampolín para revelar la verdad acerca de Papa Doc: a pesar de pasar ante los demás como un matón, tiene una vida privilegiada. Papa Doc, cuyo nombre real es Clarence, asistió a Cranbrook, una escuela privada de clase alta ubicado en Bloomfield Hills, y vivió toda su vida en una estable familia con su padre y su madre. Rabbit hace una referencia a "Shook Ones Pt. II", el ritmo que el DJ está girando, llamando a Papa Doc "matón a medio camino", que lleva a la multitud a un frenesí. Cuando llega el turno de Doc, no puede refutar nada pues se queda sin palabras, dejando caer el micrófono. De esta forma pierde su título, que pasa a ser de Rabbit: "Fuck Free World, 313!". Jimmy ahora será respetado y admirado por todos.
Como último signo de su creciente madurez en toda la película, Jimmy se resiste a los ruegos de sus amigos para salir y celebrar su victoria, y en lugar de eso expresa a su amigo Future su deseo de hacer las cosas por cuenta propia y de manera correcta y camina tranquilamente hacia la noche para regresar a su turno en la fábrica.

## Reparto
| Actor              | Personaje                                      |
| ------------------ | ---------------------------------------------- |
| Eminem             | James (Jimmy) "B-Rabbit" Smith, Jr.            |
| Kim Basinger       | Stephanie Smith (Madre de Jimmy/B-Rabbit)      |
| Brittany Murphy †  | Alex Latourno (Novia de Jimmy/B-Rabbit)        |
| Mekhi Phifer       | David Porter (Future), mejor amigo de B Rabbit |
| Evan Jones         | Cheddar Bob                                    |
| Omar Benson Miller | Sol George                                     |
| Eugene Byrd        | Wink                                           |
| De'Angelo Wilson † | DJ Iz                                          |
| Anthony Mackie     | Papa Doc (Clarence)                            |
| Taryn Manning      | Janeane (Exnovia de Jimmy/B-Rabbit)            |
| Michael Shannon    | Greg Buehl                                     |
| Chloe Greenfield   | Lily Smith (Hermana pequeña de Jimmy/B-Rabbit) |
| Craig Chandler     | Paul, amigo de Jimmy de la fábrica             |
| Xzibit             | Male Lunch Truck Rapper (Mike)                 |
| Proof †            | Lil Tic (cameo)                                |
| Dani               | Malcolm Young (cameo)                          |

## Banda sonora
La banda sonora fue lanzada el 29 de octubre de 2002.

## Premios
- 2003: Óscar a la mejor canción - Lose Yourself por Eminem